# 哈桑纳尔·博尔基亚
苏丹哈吉哈桑纳尔·博尔基亚·穆伊扎丁·瓦达乌拉（1946年7月15日—），为第29世，現任汶萊蘇丹兼首相，为前任苏丹奧瑪阿里賽義夫汀三世之长子，于1967年10月5日即位。為目前全球在位時間最長的主權國家君主。

## 简历
- 1946年7月15日，出生在文莱首都斯里巴加湾市。
- 1959年，赴马来西亚吉隆坡私立维多利亚学院学习。
- 1961年，被封为王储。
- 1965年，与王后薩拉赫（英语：Pengiran Anak Saleha）结婚。
- 1966年，赴英国皇家桑赫斯特军事学院留学。
- 1967年，接替其父出任文莱第29世苏丹。
- 1968年8月1日，举行加冕礼。
- 1981年，与米丽亚姆·阿卜杜勒·阿齐兹王妃结婚（其后二人于2003年离婚）。
- 1984年，文莱完全独立后，同时兼任苏丹、首相、财政大臣和内政大臣。
- 1986年，兼任苏丹、首相和国防大臣。
- 1997年，兼任首相、国防大臣和财政大臣。
- 2005年，与阿兹丽娜·玛兹哈结婚（2010年離婚）。

### 外交

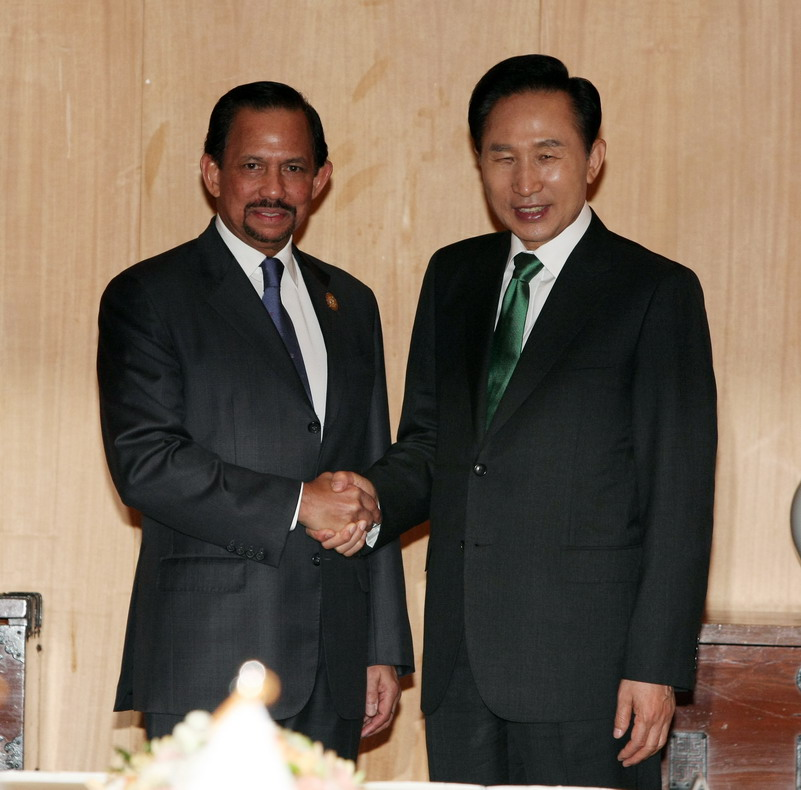
2009年6月1日博尔基亚与韩国总统李明博会面

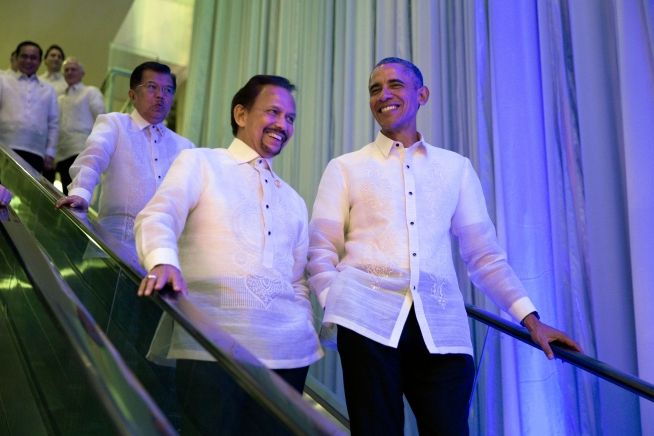
2015年11月18日博尔基亚在菲律宾APEC峰会与美国总统贝拉克·奥巴马会面

- 2003年8月19日，对马来西亚进行为期四天的工作访问，同时与该国首相马哈迪·莫哈末举行年度磋商会议[1]。
- 2018年5月14日，到访马来西亚布城首要领导基金会办公室会见马来西亚新任首相马哈迪，博尔基亚也成为2018年马来西亚大选改朝换代后，第一位到访的外国领袖[2][3]。
- 2019年3月5日，与马来西亚首相马哈迪在第22届年度领袖磋商会议（ALC）的框架下会面[4][5]。

## 個人財產
1970年代开始，文莱依靠出口石油，一跃发展成为世界上最富有的国家之一，文莱苏丹也因控制国家石油资源而成为当今世界上最富有的王室成员之一。
1997年，文莱苏丹曾以拥有350亿美元资产被美国《财富》杂志列为世界首富，但其後被比尔·盖茨趕上。在2007年颁布的《富比士》全球富豪榜上，文莱苏丹名下的资产估计达220亿美元，并拥有汶莱投资公司（Brunei Investment Company）。
博尔基亚居住的努洛伊曼皇宫面积是英国王室白金汉宫的4倍，有1,788个房间。拥有2架大型豪华游艇、一架波音747客机，20多架私人飞机。他的车库里拥有7,000辆豪车，是世界上拥有劳斯莱斯车最多的人，共拥有604辆劳斯莱斯，574辆奔驰，452辆法拉利，382辆宾利，209辆宝马，179辆捷豹，134辆科尼赛克，21辆兰博基尼，11辆阿斯顿·马丁和一辆西尔贝SSC。

## 婚姻及子女
博尔基亚苏丹有三位妻子，两位已离异。
第一个妻子是他的表妹薩拉赫公主，亦即现任王后。皇后的父母均是皇族，和蘇丹同奉Hashim Jalilul Alam Aqamaddin（هاشيم جليلال عالم اقمددين）為共同祖先。皇后父親Haji Mohammad Alam ibni Pengiran Anak Abdul Rahman ibni Pengiran Muda Omar Ali bin Hashim Jalilul Alam Aqamaddin（حاج محمد عالم ابن ڤڠيرن انق عبدالرحمن ابن ڤڠيرن مودا عمر الي بن هاشيم جليلال عالم اقمددين ）。皇后母親亦是郡主Pengiran Isteri Anak Isteri Hajjah Besar binti Pengiran Anak Metassan ibni Pengiran Anak Ismail Apong bin Sultan Hashim Jalilul Alam Aqamaddin（ڤڠيرن ايستري انق ايستري حاجه بسر بنت ڤڠيرن انق ميتاسسن ابن ڤڠيرن انق اسماعيل اڤوڠ بن سلطان هاشيم جليلال عالم اقمددين ）
換言之，皇后父親和皇后母親，是和蘇丹同輩，皇后比蘇丹低一輩。但是因為Pengiran Anak Abdul Rahman有一個女兒嫁給上任蘇丹奥玛阿里赛义夫汀三世，生下蘇丹。因此蘇丹和皇后是表兄妹，Haji Mohammed Alam（حاج محمد عالم ）既是蘇丹舅父，也是岳父，也是堂兄，也是堂姐夫。
两人生有四女两子，长子穆赫塔迪·比拉为现任文莱王储。1981第二个妻子米丽亚姆·阿卜杜勒·阿齐兹曾经是汶萊皇家航空的空姐，两人育有三子二女，曾在香港生育一子，2003年离婚。2005年，博尔基亚苏丹迎娶了比他年轻33岁的马来西亚TV3频道女记者阿兹丽娜·玛兹哈。阿兹丽娜·玛兹哈分别于2006年和2008年为苏丹诞下Abdul Wakil王子和Ameerah Wardatul Bolkiah公主，2010年离婚。
皇后薩拉赫（راج ايستري ڤڠيرن انق حاجه صالحا Raja Isteri Pengiran Anak Hajah Saleha ）所生
- 穆赫塔迪·比拉太子（المُهْتَدي بِالله Al-Muhtadee Billah）
- 阿卜杜勒·馬力克王子（عبد المَلِك Abdul Malik）
- 拉希達公主（حاجه رشيده ساءعادةال بولکيه  Hajah Rashidah Sa'adatul Bolkiah）
- 穆達-瓦基拉公主（حاجه مت وقکيله حياتول بولکيه Hajah Muta-Wakkilah Hayatul Bolkiah）
- 馬吉逹公主（حاجه ماجايده نواورول بولکيه Hajah Majeedah Nuurul Bolkiah）
- 哈菲薩公主（حاجه حفيظه سورورول بولکيه Hajah Hafizah Sururul Bolkiah）

前二妃米丽亚姆（حاجه مريم Hajah Mariam）所生
- 阿卜杜勒·阿齊姆王子（حاج عبدالعظيم Haji Abdul Azim，2020年10月24日薨逝，得年38岁）
- 阿卜杜勒·馬丁王子（عبدالماتيان Abdul Mateen）
- 阿茲瑪公主（ازيمه نيءماتول بولکيه Azemah Ni'matul Bolkiah）
- 法齊拉公主（فاذ الله لوببول بولکيه  Fadzillah Lubabul Bolkiah）

前三妃阿兹丽娜·玛兹哈（أزريناز مذهر Azrinaz Mazhar）所生
- 阿卜杜勒·瓦克爾王子（عبدالواقايل Abdul Wakeel）
- 阿米拉公主（اميايراه ورداتول بولکيه Ameerah Wardatul Bolkiah）

## 六十大寿生日
2006年7月15日，博尔基亚苏丹在斯里巴加湾市的奴鲁伊曼王宫（Istana Nurul Iman إستان نور الأمان ）（Istana在馬來語意為皇宮，Nurul Iman源自阿拉伯語，意為信光）举行了一场举世瞩目的六十大寿生日宴会，共有1万名贵宾出席了寿宴，其中包括菲律宾总统格洛丽亚·马卡帕加尔-阿罗约、柬埔寨首相洪森、前泰国首相他信·西那瓦及新加坡总理李显龙等，印尼和马来西亚的官员也参加了宴会。香港演员曾志偉随无线电视节目《向世界出发》外景摄制队到文莱期间也获邀出席宴会，无线电视更是唯一香港电子传媒获准拍摄文莱王宫宴会盛况。

## 争议
文莱于2014年落实伊斯兰教法，并计划在2019年4月3日颁布。然而，不少国际政治人物及明星纷纷批评该政策，發起抵制文莱苏丹的所投资的多尔切斯特精选酒店，这包括比佛利山酒店和贝尔艾尔酒店等汶萊在各國擁有的飯店。。2019年5月5日，博尔基亚宣布，暫緩實施新刑法，並會對相關法律再進行評估。